# بیرگیت پرینتس
بیرگیت پرینتس (به آلمانی: Birgit Prinz) (زاده ۲۵ اکتبر ۱۹۷۷) بازیکن پیشین تیم ملی فوتبال زنان آلمان است.
او از پرکارترین مهاجمان فوتبال و دومین گلزن برتر تمامی ادوار جام جهانی فوتبال زنان با زدن ۱۴ گل (پس از مارتا برزیلی) به‌شمار می‌رود.
او در سال‌های ۲۰۰۳، ۲۰۰۴ و ۲۰۰۵ بازیکن سال فوتبال جهان شناخته شده‌است.
بریجیت در اوت ۲۰۱۱ پایان حضور فعال خود را اعلام نمود.

## زندگی شخصی

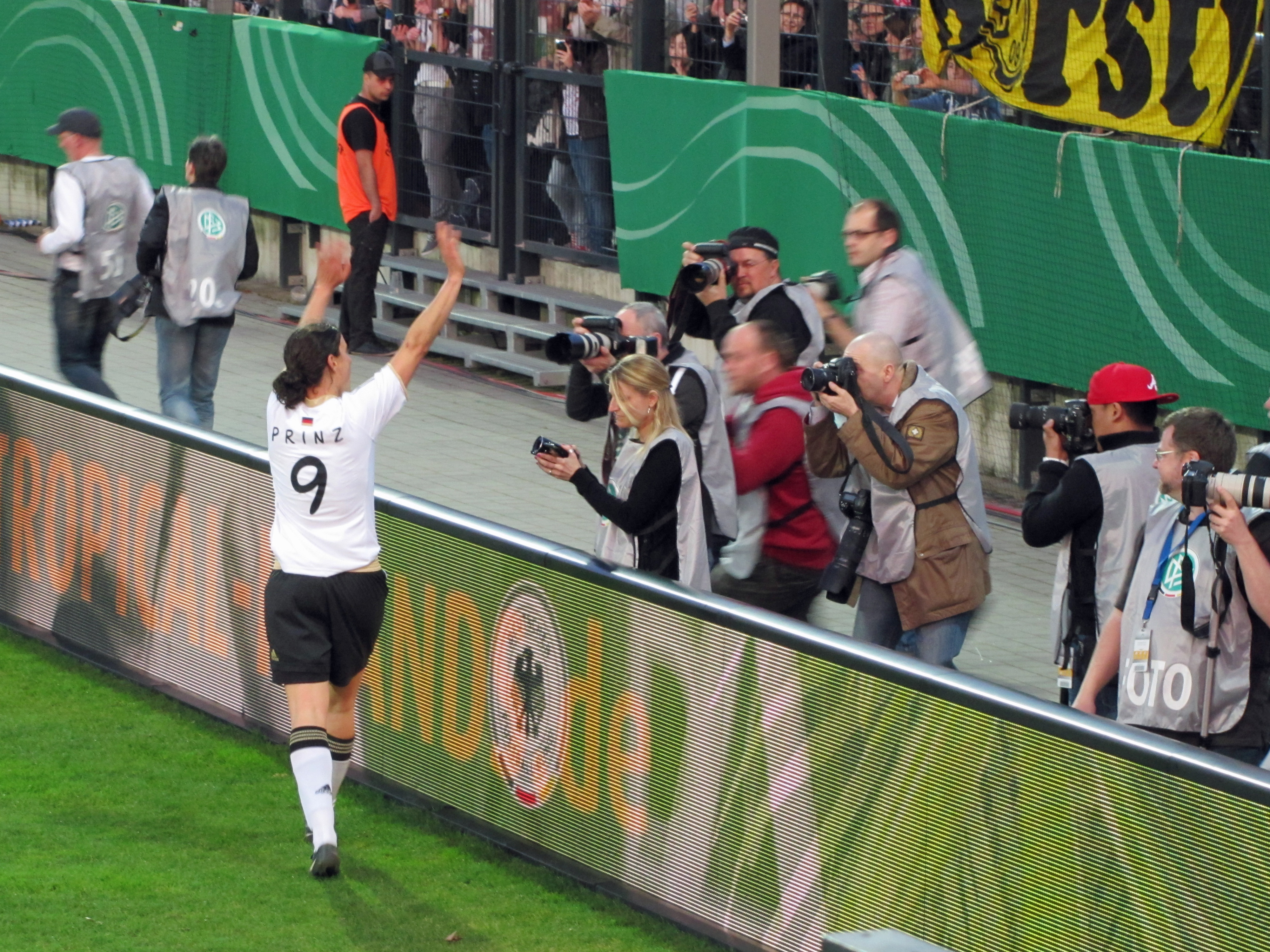
بعد از تعویض

پرینتس دوره آموزشی فیزیوتراپی را گذرانده‌است. در سال ۲۰۱۰ او مدرک روان‌شناسی خود را از دانشگاه گوته فرانکفورت دریافت کرد.